# Shaxi, Mingxi
Shaxi (kinesiska: 沙溪) är en socken i sydöstra Kina. Den ligger i Mingxi härad i staden Sanming i provinsen Fujian, omkring 200 kilometer väster om provinshuvudstaden Fuzhou. Antalet invånare är 6 796. Befolkningen består av 3 042 kvinnor och 3 754 män. Barn under 15 år utgör 10,0 %, vuxna 15-64 år 79 %, och äldre över 65 år 9,0 %.